# Матис Џез
Матис „Џез“ је назив мапе (књиге) руком исписаног ауторског текста и колажа, великана модерне светске уметности, Анрија Матиса, стварана током неколико година. Мапа коју је први пут објавио 30. септембра 1947. године, издавач уметничких дела Ефстартиос Териаде (Efstratios Eleftheriades Tėriade, 1897—1983), одликује се колажима живих боја, са циркуским и позоришним темама и поетским текстовима. Као инспирацију Матис је искористио своја сећања из детињства на циркус, позориште и разне приче које је слушао као дечак, али и митове и легенде.
Ово књижевно-ликовно дело обележило је прелаз Хенрија Матиса на нове „музикалне“ ритмичне и „покретне“ медијске облике уметничког изражавања.
Поводом мапе Матисовог „Џеза“ објављене су бројне похвале и критике. У једној од многобројних у делу текста стоји:
Од свих Матисових књига, „Џез“ је без сумње најважнија. Та књига је изазвала је револуцију у раду овог уметника, али и у историји савремене уметности...У још увек живом сећању на ратни, замрачени Париз, ови колажи представљају ретко светло филтрирано кроз прозоре, попут чудесних дарагуља. (Στρατής Ελευθεριάδης, Efstratios Eleftheriades Tėriade, Tribute, Paris)

## Услови у којима је Матис стварао мапу
Рад на књизи уметник је започео у кризним ратним годинама, као реконвалесцент након ризичне операције малигног тумора. Период кризног Матисовог живота био је испреплетан трагичним историјским збивањима из позних тридесетих и с почетка четрдесетих година (немачка окупација Француске, а потом распламсани Други светски рат), са његовим личним, пре свега здравственим проблемима (1941. дијагностикован му је рак а потом је следила операција након које је био „везан“ за постењу и инвалидска колица).
У таквим друштвеним и личним условима, ношен визуелизацијом структуре и сензибилношћу џез музике, седамдесетогодишњи уметник се страхотама рата супротстављао на себи својствен начин - спокојством и ведрином својих дела. На њима је Матис, користећи технику колажа којој се потпуно посветио, ликовне представе комбиновао са рукописним текстова у виду сопствених забелешки о уметности, искуствима и филозофијом живота.
Управо у окружењу Другог светског рата, када је стварано ово дело, уметник је успевао да се сопственом сунчаном колажном пустоловином, необузданом игром, импровизацијом, снажним бојама и снагом ликовне форме на само њему својствен начин супротстави и обрачуна са „мрачним“ ратним окружењем и тиме оствари уметност пуну спокојства, ведрине и духовног мира.

## О издавачу и штампару Матисове мапе „Џез“
Мапу је штампао Ефстратиос Елефтеридис (грч. Στρατής Ελευθεριάδης), Парижанин грчког порекла, личност са великим утицајем у тадашњој светској престоници савремене уметности. Посвећен савременим ликовним уметницима, попут Пикаса, Матиса, Мироа Ђакометија, Лежера Ле Корбизијеа и других, бавио се издавањем изузетно квалитетних књига наведених уметника. Анри Матис је са њим често сарађивао; улустровао је насловну страну у Териадеовом часопису „Верве“ (Одушевљење), објавио је и неколико црнно-белих илустрација, неколико графичких мапа и других библиографских издања.
Целокупни посао око издавања и штампања мапе „Џез“ водио је Териаде, који је Матису препоручио да хартију коју је изрезивао за своје колаже боји уместо темпером - чистим графичким бојама. Овим начином израде колажа, било је могуће током штампања остварење веродостојних бојених отисака. Припрему колажа за штампу мапе урадио је Едмонд Ваирел (париски штампар графика и ретких библиографских издања), тако што је за сваки засебни елемент колажа (залепљена папирна форма), урадио посебну литографску матрицу.
Мапа је штампана на Arches папиру димензијa 42,5х65,3 cm, применом литографске технике, у 100 примерака, под непосредним руководством Едмонд Ваирела и Драгера Фререса. Све активности око штампања и издавања ове мапе завршен је у јесен 1947. године.

## Мапа „Џез“ и фовизам Анрија Матиса
Објављивањем мапе „Џез“ Матис је био инспирисан џезом, као феноменом једног новог доба, другојачијег, урбанијег и убрзанијег, пуног наде и живота, након суморне ратне катастрофе Другог светског рата из које је свет управо изашао.
Ношен великом страшћу за стварањем Матис је у књизи „Џез“ на њему својствен начин руком исиписао ауторски текст о џезу, сматрајући да је то један компактна ауторска творевина. Тиме је постигао аутентичну евокацију и утисак линијског цртежа, као једне од основних карактеристика типичног матисовског цртачког рукописа. Због тога текст у мапи, поред садржинског значења, има посебну естетику и ликовно-визуелну карактеристичност и вредност.
Избор од двадесет колажа који су потом литографски преведени у графику, Матис је објавио у мапи, као неку врсту ретроспективе свог дотадашњег рада у техници колажа. У тим колажима доминирају предстве на теме циркуса, декоративни флористички мотиви, арабескне шаре, које се преплићу са људским и животињским мотивима, једноставне геометријске и чисте бојене површине.
Колаже на тему џеза Анри Матис је стварао тако што је - импровозовао. Маказама је исецао бројне бојене форме, апстракцијске и фигуративне које је потом слагао у смислене ликовне целине.
Уз помоћ Лидије Делектројскаје, он је обојене папирне исечке постављао на зид или под. При томе их је померао и слагао и комбиновао, трагајући за идеалним односима унутар композицијског распореда. Тако су настајале структурне колажне представа...Све је личило на игру.
Бавећи се колажима на тему џеза уметник је говорио о ...хроматским и ритмичким импровизацијама и разиграним решењима сваког обојеног поља и ликовнеих ситуација које као да визуелизују саму структуру џеза и његову сензибилност. При томе уметник се трудио да задржи утисак карактеристичног ритма џеза: па тако свакој колажној страници (графици у мапи), претходи пет страница текста, а графици на половини листа три стране текста.